# Prvenstvo ONS Dubrovnik 1979./80.
Prvenstvo Općinskog nogometnog saveza (ONS) Dubrovnik  (također i kao Općinska nogometna liga Dubrovnik) je predstavljala ligu šestog stupnja nogometnog prvenstva Jugoslavije u sezoni 1979./80. 
 Sudjelovalo je 9 klubova, a prvak je bio "Lovište".

## Ljestvica
| mj. | klub                            | ut. | pob. | ner. | por. | gol+ | gol- | bod |
| --- | ------------------------------- | --- | ---- | ---- | ---- | ---- | ---- | --- |
| 1.  | Lovište                         |     |      |      |      |      |      | 27  |
| 2.  | Župa Mlini                      |     |      |      |      |      |      | 20  |
| 3.  | Crnogorac Putniković            |     |      |      |      |      |      | 19  |
| 4.  | Omladinac Vodovađa              |     |      |      |      |      |      | 17  |
| 5.  | Enkel Popovići                  |     |      |      |      |      |      | 16  |
| 6.  | Ponikve (Boljenovići – Ponikve) |     |      |      |      |      |      | 13  |
| 7.  | Orebić                          |     |      |      |      |      |      | 11  |
| 8.  | Hajduk Radovčići                |     |      |      |      |      |      | 11  |
| 9.  | Radnički Oskorušno              |     |      |      |      |      |      | 9   |

## Rezultatska križaljka
| kratica | klub                            | CRN | ENK   | HAJ   | LOV | OML | ORE | PON | RAD | ŽUPA |
| --- | ------------------------------- | --- | ----- | ----- | --- | --- | --- | --- | --- | ---- |
| CRN | Crnogorac Putniković            |     |       |       |     |     |     |     |     |      |
| ENK | Enkel Popovići                  |     |       | 1:1 * |     |     |     |     |     |      |
| HAJ | Hajduk Radovčići                |     | 1:1 * |       |     | 4:1 |     |     |     | 0:0  |
| LOV | Lovište                         |     |       |       |     |     |     |     |     |      |
| OML | Omladinac Vodovađa              |     |       |       |     |     |     |     |     |      |
| ORE | Orebić                          |     |       | 1:3   |     |     |     |     |     |      |
| PON | Ponikve (Boljenovići – Ponikve) |     |       |       |     |     |     |     |     |      |
| RAD | Radnički Oskorušno              |     |       |       |     |     |     |     |     |      |
| ŽUPA | Župa Mlini                      |     |       |       |     |     |     |     |     |      |
| |                                 |     |       |       |     |     |     |     |     |      |
| podebljan rezultat - utakmice od 1. do 9. kola (1. utakmica između klubova) rezultat normalne debljine - utakmice od 10. do 18. kola (2. utakmica između klubova) rezultat nakošen - nije vidljiv redoslijed odigravanja međusobnih utakmica iz dostupnih izvora rezultat nakošen i smanjen * - iz dostupnih izvora nije uočljiv domaćin susreta prekrižen rezultat - poništena ili brisana utakmica p - utakmica prekinuta 3:0 p.f. / 0:3 p.f. - rezultat 3:0 bez borbe |                                 |     |       |       |     |     |     |     |     |      |

 Izvori: 

## Unutarnje poveznice
- Međuopćinska liga Dubrovnik – Korčula – Lastovo – Metković 1979./80.